# Satoshi Motoyama
Satoshi Motoyama (jap. 本山哲 Motoyama Satoshi; ur. 4 marca 1971 roku w Tokio) – japoński kierowca wyścigowy.

## Kariera
Satoshi karierę rozpoczął od startów w kartingu. W roku 1990 Japończyk przeszedł do wyścigów samochodów jednomiejscowych, debiutując w Japońskiej Formule 3. Łącznie startował w niej aż sześć lat, sięgając w ostatnim roku startów (w 1995) po tytuł wicemistrzowski. W tym samym sezonie zadebiutował w japońskich wyścigach samochodów turystycznych. Udział w niej kontynuował jeszcze w roku kolejnym.
W latach 1996–2008 nieprzerwanie brał udział w Formule Nippon oraz w japońskich wyścigach pojazdów GT (sportowych). W pierwszej z nich aż czterokrotnie sięgał po mistrzostwo (w sezonach 1998, 2001, 2003 i 2005), natomiast w drugiej dwukrotnie z rzędu (w roku 2003 z Niemcem Michaelem Krummem oraz w 2004 z Brytyjczykiem Richardem Lyons'em). W latach 1998–1999 wystartował w słynnym dobowym wyścigu 24h Le Mans (w pierwszym podejściu zajął 10. miejsce, natomiast w drugim nie dojechał do mety).
W sezonie 2003 Motoyama pełnił funkcję kierowcy testowego irlandzkiego zespołu Formuły 1 – Jordan. Wziął udział w treningu przed rodzimym Grand Prix Japonii. W roku 2008 Motoyama, prowadząc Nissana GT-R, w parze z Francuzem Benoîtem Tréluyerem, zdobył tytuł mistrzowski w japońskich wyścigach samochodów sportowych – Super GT.